# فضيحة جون إدوارد براونلي الجنسية

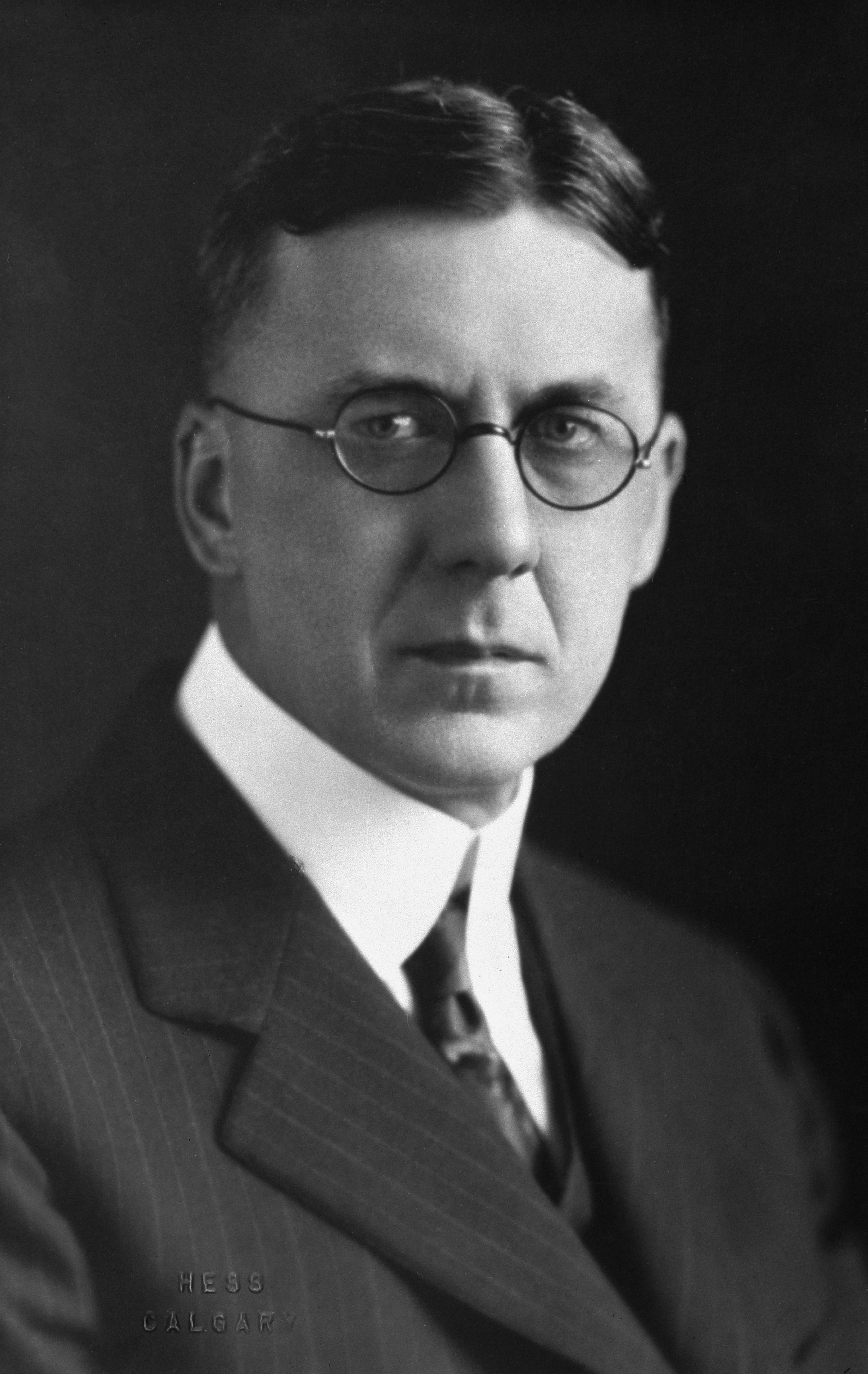
بحلول وقت الفضيحة، كانت رئاسة الوزراء التي كانت واعدة لجون إدوارد براونلي تعاني بالفعل من ويلات الكساد الكبير.

وقعت فضيحة جون براونلي الجنسية في عام 1934 في ألبرتا، كندا، وأجبرت رئيس الوزراء الإقليمي، جون إدوارد براونلي، على الاستقالة. اتُهمت براونلي بإغواء فيفيان ماكميلان، صديقة العائلة وسكرتيرة المدعي العام لبراونلي في عام 1930، عندما كانت تبلغ من العمر 18 عامًا، واستمرار العلاقة لمدة ثلاث سنوات. زعمت ماكميلان أن رئيس الوزراء المتزوج أخبرها أنه يجب أن تمارس الجنس معه من أجله ومن أجل زوجته غير الصالحة. وشهدت بأنها رضخت بعد ضغط جسدي وعاطفي. وصفت براونلي قصتها بأنها تلفيق، وأشارت إلى أنها كانت نتيجة مؤامرة من قبل ماكميلان، وخطيبها المحتمل، والعديد من المعارضين السياسيين لبراونلي في حزب ألبرتا الليبرالي.
رفع ماكميلان ووالدها دعوى قضائية ضد براونلي بتهمة الإغواء. بعد محاكمة مثيرة في يونيو 1934، حكمت هيئة المحلفين المكونة من ستة رجال لصالح المدعين، ومنحتهم 10000 دولار و 5000 دولار على التوالي. في خطوة غير معتادة، تجاهل قاضي المحاكمة وليام آيفز نتائج هيئة المحلفين ورفض القضية. ألغت المحكمة العليا لكندا القرار في نهاية المطاف وحكمت على شركة ماكميلان للنشر بتعويض قدره 10000 دولار. أكدت هذه الجائزة من قبل اللجنة القضائية لمجلس الملكة البريطاني، أعلى محكمة استئناف في كندا في ذلك الوقت. كل هذا كان أكاديميًا إلى حد كبير بالنسبة لبراونلي، الذي استقال بعد استنتاج هيئة المحلفين. خلال الانتخابات التالية، تم القضاء على مزارعيه المتحدون في ألبرتا من المجلس التشريعي، وخسر كل مقعد.

## خلفية
أصبح جون براونلي رئيس وزراء ألبرتا في عام 1925 كزعيم للتجمع البرلماني للمزارعين المتحدون في ألبرتا (أوفا). في وقت مبكر من رئاسته للوزراء، حقق عددًا من النجاحات، بما في ذلك الفوز بالسيطرة على الموارد الطبيعية للمقاطعة من الحكومة الفيدرالية، ولكن بحلول عام 1933، كان للكساد العظيم أثره على شعبية حكومته. كانت القوى السياسية تدعو إلى إجراء إصلاحات جذرية للنظام المالي. فضل اتحاد الكومنولث التعاوني وعناصر من القواعد الشعبية في أوفا الاشتراكية والملكية الحكومية لوسائل الإنتاج، في حين فضل حزب ألبرتا الليبرالي، العديد من داخل أوفا، وحركة مقاطعة وليام أبرهارت الجديدة الائتمان الاجتماعي، على الرغم من بأشكال مختلفة ومستويات مختلفة من الحماس.
في عام 1934، تورط براونلي في فضيحة جنسية، كانت لها عواقب وخيمة على حياته السياسية. قدم المتورطون في الفضيحة روايات متباينة على نطاق واسع للحقائق المحيطة؛ اتفق الطرفان على القليل فقط من التفاصيل. في عام 1930، زار براونلي إدسون أثناء حملته الانتخابية في انتخابات المقاطعات عام 1930. أثناء وجوده هناك، أخذه آلان ماكميلان - رئيس بلدية إدسون والحليف السياسي لبراونلي - إلى نزهة للمزارعين.  في الطريق إلى الحدث، تحدثت براونلي مع ابنة ماكميلان، فيفيان، التي كانت تبلغ من العمر حينها سبعة عشر عامًا وغير متأكدة من مستقبلها. شجعها رئيس الوزراء على القدوم إلى إدمونتون ودراسة الأعمال في كلية ألبرتا. فعلت ذلك، وبعد تخرجها في يونيو 1931، بدأت العمل في مكتب المدعي العام الإقليمي ككاتبة اختزال في يوليو 3.
أثناء وجودها في إدمونتون، أصبحت قريبة من عائلة براونلي. في يوليو - تموز 5، 1933، بينما كان بقية أفراد عائلته يقضون عطلتهم في بحيرة سيلفان، كان براونلي يأخذ ماكميلان في رحلة بالسيارة عندما لاحظ أنهم يتبعون. كان في السيارة المطاردة جون كالدويل، خاطب ماكميلان وطالب السنة الثالثة في كلية الطب بجامعة ألبرتا، ونيل ماكلين، المحامي البارز في إدمونتون وداعم الحزب الليبرالي الذي كان مستشارًا معارضًا في القضية الحادة والشهيرة. إجراءات الطلاق لوزير الأشغال العامة في براونلي، وهران ماكفيرسون. قام براونلي بسلسلة من المنعطفات والانعكاسات الحادة، في محاولة للتأكد أولاً مما إذا كان يتم ملاحقته بالفعل، وبمجرد اقتناعه بذلك، للتهرب من السيارة الأخرى. ولأنه لم يتمكن من القيام بذلك، أوصل ماكميلان إلى منزلها وعاد إلى منزله.
في شهر أغسطس من ذلك العام، تلقى براونلي خطابًا من ماكلين يقرأ جزئيًا "لقد تلقينا تعليمات ببدء إجراءات ضدك للحصول على تعويضات عن إغواء الآنسة فيفيان ماكميلان." في وقت لاحق من ذلك الشهر، استغل فترة العطلة في اللجنة الملكية الفيدرالية للبنوك والعملات، والتي كان عضوًا فيها، لزيارة آلان ماكميلان في إدسون. تحدث بدلاً من ذلك إلى السيدة. ماكميلان، الذي رفض في البداية السماح له بدخول المنزل وطلب منه المغادرة. رضخت في النهاية وسمحت له بالدخول. أخبرها أن متابعة الأمر قد يفسد مستقبل فيفيان، فأجابت "ماذا عنك؟" وفي ختام أن الاجتماع كان بلا جدوى، افترق براونلي بإعلانه "أنا لا أطلب منك الامتناع عن عملك، لكنني أريد أن أخبرك أن الادعاء غير صحيح وسأواجهه بصراحة وأجيب على أي أسئلة... إذا كان المال الذي تبحث عنه، لم أحصل عليه. "
في سبتمبر 22، قدم ماكلين بيان مطالبة أمام القاضي جون آر بويل نيابة عن آلان وفيفيان ماكميلان.  قدمت المطالبة بموجب قانون الإغواء في ألبرتا، وطالب بتعويض قدره 10000 دولار لفيفيان و 5000 دولار لألان. زعمت أن براونلي، بعد الترتيب لانتقال فيفيان من إيدسون إلى إدمونتون، قد أغراها في خريف عام 1930 عندما كانت في الثامنة عشرة من عمرها، وكان على اتصال جنسي معها بشكل منتظم لمدة ثلاث سنوات. أنكر براونلي المزاعم على الفور (وقدم عرضًا مرفوضًا بالاستقالة من الهيئة الملكية) وفي 13 نوفمبر قدم دعوى مضادة ضد فيفيان ماكميلان وجون كالدويل، زاعمًا أنهما تآمروا للحصول على أموال عن طريق كاذبة. الادعاءات.

## قصة فيفيان ماكميلان
وفقًا لفيفيان ماكميلان، عندما التقت براونلي في عام 1930، أخبرها أنها "ستكبر لتصبح امرأة جميلة"، وحثها على الانتقال إلى إدمونتون، وعرض عليها ترتيب وظيفة حكومية لها.  كما عرض عليها أن تقوم بدور الوصي عليها والسماح لها بالعيش في منزله حتى تجد مكانًا خاصًا بها. بناءً على نصيحته وتأكيداته، انتقلت إلى إدمونتون، وبعد تخرجها من كلية ألبرتا، تلقت منصب كاتبة الاختزال التي ادعت أنه تم ترتيبها لها من قبل رئيس الوزراء.
قالت إنه فور وصولها إلى إدمونتون، اتصلت بها براونلي هاتفيا - معلّقة أن "طائرًا صغيرًا" أخبره أنها في المدينة - ودعتها إلى منزله لمقابلة أسرته؛ سرعان ما أصبحت زائرًا منتظمًا هناك. زعمت أنه في أكتوبر 1930، بينما كانت براونلي تقود منزلها بعد زيارة واحدة من هذا القبيل، أخذ رئيس الوزراء يدها وسألها عما تعرفه "عن الحياة". وردًا على ردها بأنها تعرف على الأرجح قدر ما تعرفه مثل أي فتاة في الثامنة عشرة من عمرها، دعاها في المساء التالي للحصول على ما افترضت أنه سيكون بعض النصائح. بدلاً من ذلك، قادها لمسافة 6 ميل (9.7 كـم) غرب المدينة على الطريق السريع 16 وتوقفت على طريق جانبي قبل أن تطلب منها ممارسة الجنس معه. قال إنه كان يحبها بجنون منذ البداية، وأنه كان وحيدًا، وأنه وزوجته لم يعيشا معًا كزوج وزوجة منذ وقت طويل، وأن زوجته (غير صالحة) ستكون معرضة للخطر بسبب الحمل، وأنه لا يمكن أن يكون رئيسًا للوزراء بعد الآن ما لم يوافق ماكميلان على ممارسة الجنس معه. أخبرها أنها إذا رفضته، فسيضطر إلى استئناف علاقته الجنسية مع زوجته، وأن هذا سيقتلها على الأرجح. كان رد فعل ماكميلان خائفًا، وسألته عما إذا كان هناك أي شيء آخر يمكنها فعله لمساعدة براونلي وزوجته. فأجاب أنه لا يوجد.

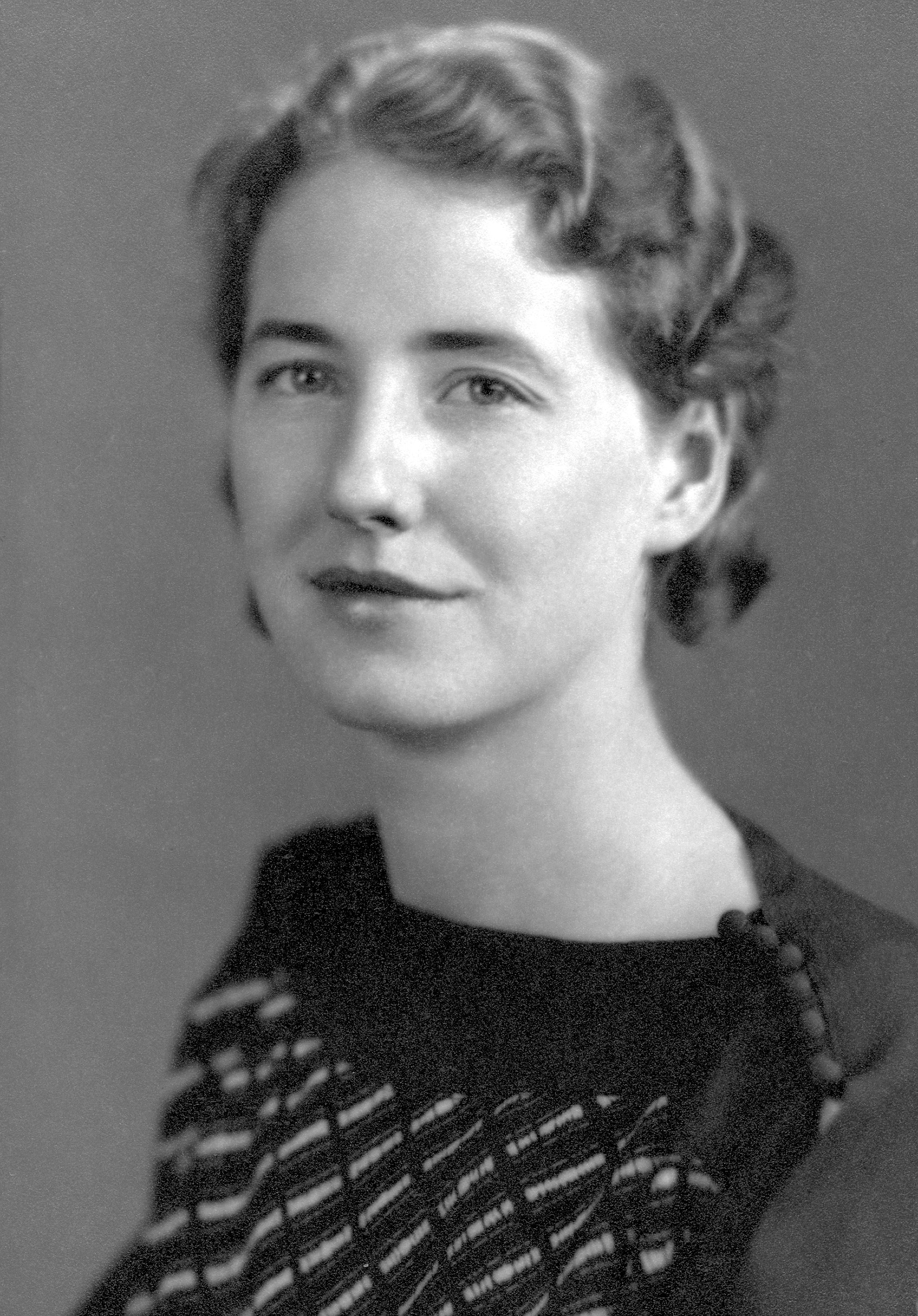
فيفيان ماكميلان، المرأة في قلب الفضيحة

في الأسبوع التالي في رحلة أخرى إلى المنزل، تلا ذلك محادثة مماثلة، وبلغت ذروتها في براونلي الذي أجبر ماكميلان المقاوم على المقعد الخلفي للسيارة حيث اخترقها جزئيًا ضد إرادتها.  بعد أسبوعين، زعمت أنهما أجرىا علاقة كاملة بالتراضي. بعد ذلك، عندما أعربت عن قلقها بشأن الحمل، أخبرها أنه "كان يعلم ببعض الحبوب التي سيعطينيها، وإذا تناولتها في نهاية كل شهر قبل الحيض، فستكون آمنة جدًا وستكون هناك لن يكون هناك أي خطر من أن أحمل ".  ذكر ماكميلان أن علاقتهما استمرت على هذا النحو، حيث يحدث الجنس بمعدل ثلاث مرات في الأسبوع. في سبتمبر 1931، مكثت في منزل براونلي لمدة ثلاثة أيام بينما كانت السيدة. كان براونلي في فانكوفر. زعمت أنه خلال ذلك الوقت، أنجب براونلي ابنه، الذي كان ينام عادة في غرفة براونلي، إلى غرفة أخرى حتى يتمكن براونلي وماكميلان من ممارسة الجنس.
كانت بعض مزاعم ماكميلان الأكثر إثارة تتعلق بفترة ستة أسابيع في ربيع عام 1932 عندما كانت تعمل في منزل براونلي لخادمة غائبة. قالت إنها نامت في غرفة الخادمة، وهي واحدة من ثلاث غرف نوم في الطابق الثاني من منزل براونلي. غرفة ثانية احتلها براونلي وابنه جاك، والثالثة فلورنس براونلي وابنها آلان. خلال فترة الستة أسابيع هذه، كما زعمت، مارست هي وبراونلي الجنس كل ليلة. كانت براونلي تشير لها بمغادرة غرفتها عن طريق فتح صنبور المياه في حمام الطابق الثاني، ثم غسل المرحاض والسير معها بإحكام لإخفاء صوت حركتها. بمجرد وصولهم إلى غرفة رئيس الوزراء، كانوا سيمارسون الجنس بجانب ابنه النائم، مع الحرص على الهدوء. وروت كيف في إحدى المرات بدا أن جاك قد تحرك، وكان براونلي قد أشعل الضوء في منتصف الجماع للتأكد من أن ابنه على ما يرام.
قالت ماكميلان إنها تعرضت خلال صيف عام 1932 لانهيار عصبي (دفعت فلورنس براونلي بسببه فواتير المستشفى)، وأنها قابلت كالدويل ووقعت في حبها بعد فترة وجيزة. عقدت العزم على إنهاء علاقتها مع براونلي لكنه رد بغضب، وقال لها إن ذلك سيعني وفاة زوجته وعدم قدرة ماكميلان على العثور على وظيفة في أي مكان في ألبرتا. في ذلك المساء، أسرَّت الأمر إلى صاحبة المنزل. في أكتوبر في 31، 1932، تناولت العشاء مع أبناء براونلي وزارت براونلي، الذي كان مريضًا في الفراش. على الرغم من اعتراضاتها على أنها كانت في طريقها إلى حفلة هالوين مع كالدويل، فقد أصر على أنهما يمارسان الجنس، وهو ما فعلوه. بعد ذلك، استؤنفت القضية. وفي مناسبة أخرى، دعاها بعيدًا عن والدتها الزائرة لممارسة الجنس معه في مبنى المجلس التشريعي.
في أواخر يناير 1933، اقترح عليها كالدويل. انهارت وأخبرته بالعلاقة. وصفت رد فعله بأنه متعاطف، رغم أنه ألغى عرض الزواج. في مايو، بناءً على طلب كالدويل، استشرت محامياً، لكنها واصلت القضية حتى يوليو 5، ليلة القيادة المصيرية.
وشهدت ماكميلان بأنها استمرت طوال مدة العلاقة في ممارسة الجنس مع براونلي "من الإرهاب ولأنه أخبرني أنه من واجبي القيام بذلك وبدا أنه كان له تأثير علي لا يمكنني كسره". ادعت أنه لم يكن هناك حب مصاحب للجنس، وأنه كان مؤلمًا جسديًا لها في كل مناسبة.

## قصة جون براونلي
نفى براونلي تمامًا مزاعم ماكميلان. قال إنه لم يكن هناك أي نشاط جنسي بينه وبين ماكميلان، وشبه علاقتهما بدلاً من ذلك بعلاقة عمه وابنة أخته المفضلة. للادعاء بأنه حث ماكميلان على الانتقال إلى إدمونتون ورتب لها منصبًا في مكتب المدعي العام، أكد "في السنوات الثلاث عشرة التي أمضيتها في الحياة العامة، لم أعد أبدًا أي شخص في هذه المقاطعة بمنصب. " ونفى أنه أقنع ماكميلان بالانتقال إلى إدمونتون وذكر أنه لم يعرف حتى أنها فعلت ذلك حتى أخبره كريستوفر باتينسون، عضو الجمعية التشريعية (جمعية اللغة المعاصرة) لإدسون. كما ادعى أن حياته الجنسية مع السيدة. كان براونلي هو ما كان يعتبره طبيعيًا للزوج والزوجة (وهو ما أكدته زوجته).

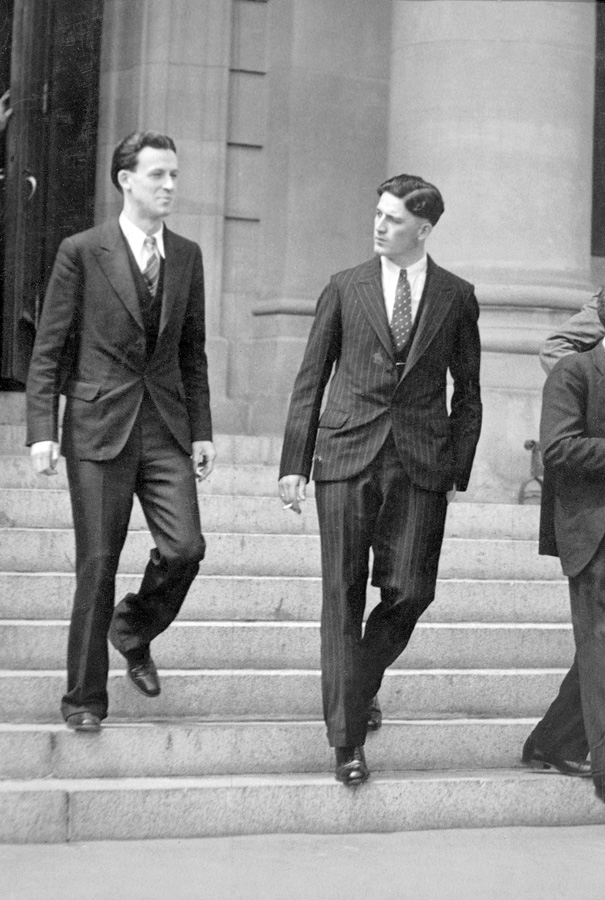
جون كالدويل وسام ماكميلان، شقيق فيفيان، في قاعة المحكمة

اعترف بأنه كان يقود سيارة ماكميلان في مساء شهر يوليو 5، 1933، عندما تبعه كالدويل وماكلين، لكنه قدم سردًا مختلفًا تمامًا لأسبابه للقيام بذلك. وفقا له، كان هناك حديث عن انضمام ماكميلان إلى عائلته في كوخهم المستأجر في بحيرة سيلفان في نهاية هذا الأسبوع بشرط أن تحصل على الإجازة اللازمة من العمل، وفي ذلك المساء اتصل بها لمعرفة ما إذا كانت قد تمكنت من ذلك أم لا. خلال المحادثة الهاتفية التي تلت ذلك، أخبرته ماكميلان أن لديها مشاكل أخرى تزعجها، وسألت عما إذا كانت براونلي ستأخذها في رحلة لمناقشتها. وافق على القيام بذلك، وخلال هذه الرحلة لاحظ أنه تمت ملاحقته.
لدعم هذه القصة، أشار براونلي إلى العمل الاستقصائي الذي قام به هاري بريس، المحقق الخاص في توظيف المدعي العام جون ليمبورن. وفقًا لبريس، قال كالدويل لثلاثة شهود على الأقل أنه يتوقع أن يتلقى قريبًا مبلغًا كبيرًا من المال من شخص "رفيع المستوى في الحياة السياسية". كما أخبر على وجه التحديد أحد عملاء Brace أنه قد تعمد تأطير براونلي، وأنه عند اختيار نيل ماكلين كمحاميه، فقد اختار عمدًا ليبراليًا (كان الليبراليون يعتبرون المعارضة الرئيسية لحكومة براونلي في ذلك الوقت)، وأنه إذا فاز الليبراليون في الانتخابات المقبلة، فلن يكون هناك "أي شيء أريده لن أستطيع الحصول عليه". المخيب للآمال بالنسبة إلى براونلي، لم يكشف بريس عن أدلة على أن ماكميلان كان يكذب بشأن القضية نفسها: فقد بدا كالدويل، بناءً على تعليقاته لرجال بريس، تحت الانطباع بأن القضية حدثت تمامًا كما زُعم. علاوة على ذلك، وجد بريس أن كارل سنيل، الخاطب لمرة واحدة لماكميلان، ادعى أنه قيل له في عام 1932 أن ماكميلان كان على علاقة توافقية مع رئيس الوزراء.
شكك المدافعون عن براونلي في دوافع ماكلين للتورط في القضية: وفقًا للشائعات، كان ماكلين متورطًا في حادث قيادة في حالة سكر قبل عدة سنوات حيث قاد سيارته إلى حفرة. عندما أخرجه سائق سيارة آخر، حاول ماكلين دون جدوى القيادة بعيدًا مع استمرار ربط السلاسل بمركبته، والتي وجهت إليه تهمة. كان قد طلب من براونلي، المدعي العام آنذاك، إسقاط التهم الموجهة إليه. بناء على رفض براونلي، قيل إنه تعهد بـ "الحصول عليه". أخيرًا، أشارت براونلي إلى أن كالدويل، كطالبة طب، كانت في وضع جيد لتدريب ماكميلان على مزاعمها حول الحبوب التي كانت تتناولها لتجنب الحمل. ووفقًا لبراونلي، فإن الأحداث المزعومة كانت ملفقة تمامًا، نتيجة مكيدة من قبل طالب الطب الشاب الانتهازي وصديقته المؤثرة، بتشجيع من محامٍ انتقامي ومعارضين سياسيين عديمي الضمير.

## العمليات القانونية

### محاكمة
بدأت المحاكمة في يونيو 1934 أمام القاضي ويليام آيفز بشهادة ثلاثة أيام من ماكميلان. استخدم محامي براونلي، آرثر ليروي سميث، استجوابه لاستجواب كل شيء تقريبًا قاله ماكميلان. لدحض ادعائها بأن براونلي قد أقنعها بالانتقال إلى إدمونتون، دخل في دليل على خطاب كتبته إلى كلية ألبرتا للحصول على معلومات حول برامجها، مؤرخة قبل أن تقابل براونلي. كما أوضح أنه في مساء يوم الإغواء، الذي يُزعم أنه حدث في سيارة على طريق جانبي غربي إدمونتون، كانت المدينة قد غمرت في عاصفة ثلجية.  علاوة على ذلك، فإن السيارة الحكومية التي كان من المفترض حدوث الإغواء فيها لم يتم شراؤها إلا بعد مرور أكثر من عام على ذلك التاريخ. رداً على شهادتها بأنها كانت تنام دائمًا في غرفة الخادمة أثناء إقامتها مع عائلة براونلي، أصدرت سميث رسائل توضح أنها نامت بالفعل في السيدة. غرفة براونلي. بعد أن اعترفت ماكميلان بخطئها، أشار سميث إلى أن السيدة. غرفة براونلي بها مسمار كبير على الباب: إذا كانت تخشى براونلي، فلماذا لم تستخدمه؟ "لأنني فعلت ما قاله السيد براونلي،" كان رد المدعي. اعترفت ماكميلان، عند استجوابها، أن الفترة التي كانت تقيم خلالها في منزل براونلي في ربيع عام 1932، والتي كانت قد وضعتها في البداية عند ستة أسابيع، كانت في الواقع أربعة أسابيع فقط. عندما حددت هذه الأسابيع الأربعة على أنها الأسبوعين الأخيرين من أبريل والأولين من مايو، أظهرت سميث أن براونلي كان خارج المدينة طوال تلك الفترة باستثناء عشر ليالٍ.

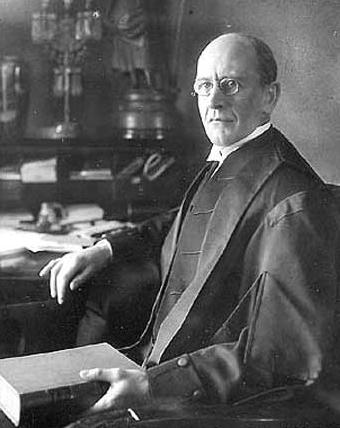
ترأس القاضي دبليو سي آيفز المحاكمة وألغى في النهاية حكم هيئة المحلفين ضد براونلي.

من بين الشهود الآخرين للمدعين خادمة سابقة لبراونلي، والتي شهدت بأنها شاهدت رئيس الوزراء يختار ماكميلان في سيارته في وقت متأخر من ليلة واحدة، وابنة ماكميلان صاحبة المنزل، التي شهدت أنها وجدت ماكميلان تبكي في غرفتها ذات ليلة. تم استدعاء آلان ماكميلان أيضًا: على الرغم من أنه شهد بأن براونلي شجع ابنته على الانتقال إلى إدمونتون ووعد بإرسال معلومات حول كلية ألبرتا، فقد أقر بأن رئيس الوزراء لم يتابعها ولم يتصل بها مرة أخرى حتى كانت في إدمونتون.
دعا الدفاع براونلي، الذي سرد روايته للأحداث. شهد أنه كان مشغولًا في العديد من الأيام التي كان من المفترض أنه مارس فيها الجنس مع ماكميلان؛ في إحدى الحالات، أنتج قصصًا في الصحف تظهر أنه كان يلقي خطابًا في ستيتلر في وقت ادعى فيه ماكميلان أنه كان يفرض نفسه عليها في إدمونتون. وفي حالة أخرى، شهد أنه كان يلتقي بعمدة أوهايو سنو، عمدة ريموند.  حاول ماكلين أثناء استجوابه أن يرسم براونلي كرجل يتمتع بقدرات إقناع هائلة، متذكرًا وقته كمحام في كالجاري، فقط لرد براونلي بأنه لم يحاكم سوى قضيتين، وقضى معظم وقته في صياغة الإعلانات التجارية. وثائق. شدد ماكلين أيضًا على مبلغ 1400 دولار التي أنفقها ليمبيرن بصفته المدعي العام على التحقيق في القضية، مما يشير إلى أن هذا المبلغ يرقى إلى الأموال الحكومية التي إنفقت لتبرئة براونلي شخصيًا. خارج قاعة المحكمة، رد ليمبورن بأن مكتبه قد تلقى شكوى بأن "محامي إدمونتون" - الذي اعتبره جميع المتورطين ليكون ماكلين - قد اقترب من امرأة شابة تعرض المال لوضع براونلي في موقف مساومة، وأن ذلك بصفته مجرمًا الادعاء، كان من واجب مكتبه التحقيق. وأكد كذلك أنه، ضد احتجاجاته، أصر براونلي على تعويض الحكومة عن التكلفة الكاملة للتحقيق. 
بعد اكتمال شهادة رئيس الوزراء، اتصل سميث بزوجته فلورنس براونلي. دعمت رواية زوجها عن علاقة ماكميلان بعائلة براونلي وأفادت أنه عندما قاد رئيس الوزراء ماكميلان إلى المنزل ليلًا، نادرًا ما كان يتأخر في العودة. عند الاستجواب، أنكرت أنها كانت ستدافع عن زوجها إذا اعتقدت أنه مذنب.  من بين الشهود الإضافيين للدفاع السكرتير الشخصي لبراونلي، ومفوض الخدمة المدنية فريدريك سمايلز، وأربعة عمال نظافة في الهيئة التشريعية. اعترفت Smailes بمعرفة وقت تعيين ماكميلان للنشر أنها كانت على دراية بـ Brownlee، لكنها أنكرت تورط براونلي في قرار تعيينها، بينما نفى عمال النظافة رؤية امرأة شابة تدخل مكتب رئيس الوزراء في المساء. قالت جيسي إلرجرت، التي عملت في عائلة براونلي كخادمة، إنه ليس لديها سبب للاعتقاد بوجود علاقة جنسية بين رئيس الوزراء وماكميلان. علاوة على ذلك، تذكرت على وجه التحديد ليلة الهالوين التي أشارت إليها ماكميلان في شهادتها، وشهدت أن الأسرة كانت صاخبة جدًا لدرجة لا يمكن معها حدوث الجنس المزعوم.

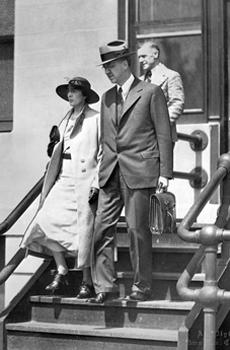
جون وفلورنس براونلي يغادران قاعة المحكمة

اختتمت المحاكمة برحلة ميدانية، حيث ذهبت هيئة المحلفين لمشاهدة منزل براونلي واثنين من امتداد الطريق حيث ادعى ماكميلان أن لقاءات رئيسية حدثت. كان الطقس الممطر يعني أنه في أكثر من مناسبة اضطر المحلفون والمحامون إلى إخراج السيارات من الوحل. على الرغم من أن أحد الطرق يتوافق بشكل أساسي مع وصف ماكميلان، إلا أنه كان يقع بجوار مستوطنة مأهولة بالسكان بدلاً من أن يكون مهجورًا كما زعمت. الآخر، على عكس وصفها للطريق الجانبي، كان طريقًا سريعًا مزدحمًا. عند عودة هيئة المحلفين، فاجأهم سميث بإعلانه إسقاط دعوى براونلي المضادة. قال إنه ليست هناك حاجة لتعقيد القضية الواضحة المتمثلة في "الإغواء أو عدم الإغواء" بأدلة حول مؤامرة من جانب ماكميلان وكالدويل. انتقد المؤرخ القانوني باتريك برود هذا القرار، مشيرًا إلى أن هيئة المحلفين كانت تتوقع دليلًا على وجود مؤامرة وأنه عندما لم يتم تقديم هذا الدليل، تضررت مصداقية براونلي.
إلى جانب القضايا الواقعية التي طُلبت هيئة المحلفين للفصل فيها، كانت هناك مسألة قانونية تتعلق بما يشكل "إغواء" بموجب القانون. كان أساس الادعاء هو جريمة تقويض عمرها مائتي عام سمحت للرجل بمقاضاة أي شخص قام بتلقيح خادمته. وكان أساس التعويض بموجب هذه المطالبة هو عدم قدرة الخادمة على أداء واجباتها على حساب صاحب العمل. وسع الضرر في وقت لاحق للسماح لوالد المغوي برفع دعوى؛ فقط في القانون عام 1903 تم تعديل القانون لمنح مكانة للمرأة نفسها. كان موضوع الخلاف هو الضرر، إن وجد، الذي تحتاج إلى إظهاره من أجل الحصول على سبب للدعوى. وجادل الدفاع بأنه في جميع السوابق السابقة كان هناك حمل ناتج، وأنه بدون واحدة لا يمكن للمدعين المطالبة بالتعويض.  ردًا على ذلك، شدد ماكلين على الطبيعة غير التوافقية تمامًا للعلاقة المزعومة. رد براونلي نفسه بأنه إذا كانت العلاقة المزعومة غير رضائية، كان يجب أن يُتهم بموجب القانون الجنائي بتهمة الاغتصاب، وليس مقاضاته بتهمة الإغواء. كان يعتقد أن المدعين لم يحاولوا توجيه تهم جنائية هو دليل على سوء نيتهم ودوافعهم المالية.
بعد ستة أيام من الإدلاء بالشهادة، قدمت المرافعات الختامية: استغرقت جلسة سميث ساعتين وخمس عشرة دقيقة وأكدت التناقضات في قصة ماكميلان.  كان ماكلين عبارة عن أربعين دقيقة وجيزة نسبيًا، حيث جادل في أن الطبيعة غير المحتملة والرائعة لقصة موكله كانت دليلًا على أنها لا يمكن أن تكون قد اخترعتها. قام إيفز بعد ذلك بإرشاد المحلفين، وعرّف "الإغواء" على أنه "حث المرأة على التخلي عن فضيلتها. [التي] قد تكون بأي وسيلة حاذقة تجلب موافقتها." بعد أربع ساعات وأربعين دقيقة، عادت هيئة المحلفين وأعلنت ما توصلت إليه من أن براونلي قد أغوى ماكميلان في أكتوبر 1930 عندما اخترقها جزئيًا، وأن كلاً من والدها قد تعرضا لأضرار في المبالغ المطالب بها. أعلن إيفز على الفور أنه يختلف بشدة مع النتائج التي توصلت إليها هيئة المحلفين، وأن "الأدلة لا تبررها". في يوليو 2، أصدر حكمه المكتوب بإلغاء حكم هيئة المحلفين ورفض الدعوى؛ كان سبب قيامه بذلك هو ما اعتبره عدم وجود ضرر إثبت من قبل المدعين. وفقًا لآيفز، حتى لو كانت الوقائع تمامًا كما وصفها ماكميلان، فمن الناحية القانونية لا يمكن للمدعين المطالبة بالتعويضات دون الحمل أو المرض.

### وسائل الإعلام والاستقبال العام
تمت تغطية المحاكمة بتفاصيل مروعة، لا سيما من خلال نشرة إدمونتون، التي وصفتها بأنها "أعظم دراما سمعت في محكمة ألبرتا على الإطلاق". كانت النشرة عبارة عن جريدة ليبرالية، وكان ماكلين قد أعطاها نسخة مسبقة من بيان ادعائه، والذي سمح بنشر ونشر ادعاءات ماكميلان قبل تقديم بيان الادعاء. كانت النشرة متعاطفة بشكل قاطع مع ماكميلان للنشر في تغطيتها، وطبعت شهادتها التفصيلية (التي تضمنت تواريخ وأوقات لقاءات محددة) بشكل حرفي تقريبًا. تحت عنوان "فيفيان تشهد لمحنة مروعة"، أشاد المدعي الشاب بأنه "يتحمل بجرأة رائعة" ويواجه المحنة "بسحر شجاع". في المقابل، كان براونلي "ضحية ممزقة بالحب ومجنونة بالجنس من الشغف والغيرة، مما فرض إرادته عليها في سيارات متوقفة وعلى الطرق السريعة الريفية". لم يتم عزل هيئة المحلفين وكانت حرة في قراءة هذه الحسابات. لم يكن سكان إدمونتون أقل انجذابًا من جريدتهم، وذهب الكثير منهم إلى المحكمة في وقت مبكر من أيام المحاكمة، على أمل الحصول على مقعد. قرب نهاية المحاكمة، ألغى آيفز امتيازات النشرة الصحفية في المحاكمة وغرّم ناشرها 300 دولار ومراسل 100 دولار لنشره كتابات "من المحتمل أن تثير غضب الرأي العام وتتدخل في مسار العدالة المنصف. " 

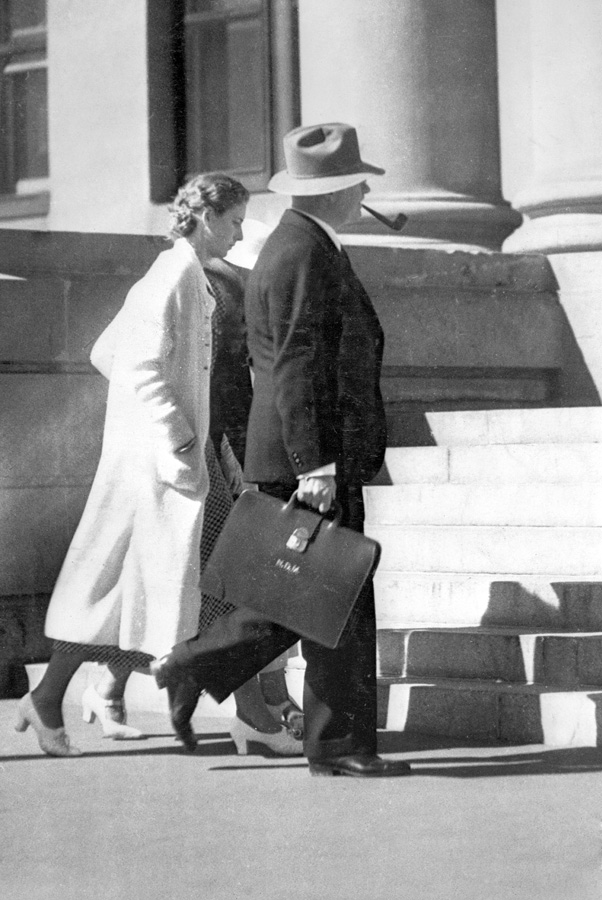
وصول فيفيان ماكميلان إلى المحكمة مع رجل تم تحديده بشكل مختلف باسم نيل ماكلين وآلان ماكميلان

انتشر اهتمام وسائل الإعلام بالمحاكمة إلى ما وراء الحدود الإقليمية والوطنية: نشرت مجلة تايم مقالتين على الأقل عن المحاكمة في الولايات المتحدة، وغطتها ديلي ميل وباريس ميدي عبر المحيط الأطلسي.
كانت ردود الفعل على نتيجة المحاكمة مختلطة. كانت النشرة غاضبة، وكذلك جمعية حماية الحريات المدنية الكندية، التي دعت قرار إيفز بإلغاء قرار هيئة المحلفين الذي "أعاد عقارب الساعة إلى الوراء 300 عام". كلا الاشتراكات المنظمة لتمويل النداء المتوقع. دعت صحيفة وينيبيغ فري برس إلى إجراء تحقيق مع إيفز لمحاباة براونلي الظاهرة. من ناحية أخرى، تعاطفت صحيفة فانكوفر صن مع رئيس الوزراء، بحجة أن "الصعوبات الشخصية التي يواجهها ما كان ينبغي بثها علنًا". ظل حلفاء براونلي السياسيون، بما في ذلك إيرين بارلبي وهنري وايز وود، مخلصين، حيث احتفظ وود بصورة كبيرة لبراونلي على جدار غرفة نومه.

### الاستئناف
استأنف المدعون وتم عرض القضية أمام دائرة الاستئناف بالمحكمة العليا في ألبرتا في يناير 1935. في فبراير 2، بقرار 3-2، أيدت المحكمة حكم إيفز. أثار حكم الأغلبية الذي أصدره رئيس المحكمة العليا هوراس هارفي شكوكًا جدية في مصداقية ماكميلان، واصفًا قصتها بأنها "غير مدعومة بأدلة أخرى" وأشار إلى أنها "أظهرت استعدادًا للاعتراف بأنها قد تكون مخطئة فيما يتعلق بالتصريحات الإيجابية للغاية التي تم الإدلاء بها سابقًا عندما والأسئلة التي يبدو أنه قد يكون هناك دليل مستقل على أنها كانت مخطئة ". بالإضافة إلى الاتفاق مع آيفز على النقاط القانونية، شعر أن هيئة المحلفين لم تبني استنتاجها للوقائع على الأدلة في القضية. ووافقه الرأي القاضيان ميتشل وفورد. اتفق القاضي كلارك، في معارضته، على أن قصة ماكميلان غير مرجحة، لكنه أعرب عن استعداده للإذعان إلى هيئة المحلفين بشأن الأسئلة المتعلقة بالوقائع. فيما يتعلق بالأسئلة القانونية، استشهد بسابقة كتبها القاضي هارفي نفسه قال فيها رئيس المحكمة العليا أن إدراج النساء المغريات كمدعيات محتملات بموجب قانون الإغواء أثبت أن واضعيه قصدوا تعريف الضرر على نطاق أوسع من الضرر المالي. وافق القاضي لوني. أيدت المحكمة بالإجماع رفض إيفز لعمل آلان ماكميلان، ولم يستأنف أكثر.
غير راضٍ عن الحكم، نظمت النشرة مرة أخرى حملة لتمويل استئناف تم تقديمه إلى المحكمة العليا لكندا؛ في مارس 1، 1937، تم إلغاء قرار إيفز. رئيس المحكمة العليا ليمان داف، الذي كتب للأغلبية، وافق على الحقائق التي توصلت إليها هيئة المحلفين، وتكرارًا للقاضي كلارك، خلص إلى أن واضعي قانون الإغراء في ألبرتا لم يقصدوا أن يكون الضرر الذي يلحق بالمغوي مثل تلك الخاصة بوالدها أو صاحب العمل (أي ماليًا) لكي تكون قابلة للتنفيذ. أمرت المحكمة براونلي بدفع 10000 دولار كتعويض لماكميلان، بالإضافة إلى تكاليف المحاكمة. ركز هنري هيغ ديفيس في معارضته بدرجة أقل على مسائل القانون وأكثر على الأدلة في القضية، وجادل بأن الحقائق التي توصلت إليها هيئة المحلفين للوقائع كانت منحرفة وأنه يجب رفض الاستئناف.
بعد حكم المحكمة العليا، استقر براونلي مع ماكميلان، لكنه كان لا يزال يرغب في تبرئة اسمه.  في يوليو في الأول من عام 1937، أعطته الحكومة الفيدرالية بموجب أمر من المجلس الإذن بالاستئناف أمام اللجنة القضائية لمجلس الملكة البريطاني، في ذلك الوقت أعلى محكمة استئناف في كندا. في مارس 11 و في 12، 1940، استمعت اللجنة إلى استئناف براونلي. رفض، حيث أيدت اللجنة تركيز المحكمة العليا لكندا على التفسير القانوني.

## إرث

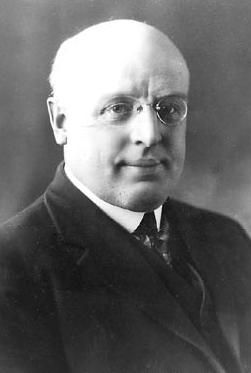
بعد استقالة براونلي، وصل ويليام أبيرهارت إلى السلطة في الانتخابات التالية.

بالنسبة لمسيرة جون براونلي السياسية، كان حكم إيفز والاستئنافات اللاحقة غير ذات صلة: بمجرد أن حكمت هيئة المحلفين لصالح ماكميلان، أعلن على الفور أنه سيستقيل بمجرد العثور على بديل. في يوليو - تموز 10، 1934، خلفه ريتشارد جافين ريد، أمين خزانة حكومته ووزير الصحة والشؤون البلدية، كرئيس للوزراء. بقي براونلي في منصب جمعية اللغة المعاصرة وسعى للاحتفاظ بمقعده في بونوكا في انتخابات المقاطعات عام 1935، ولكن هزمه إديث روجرز من رابطة الائتمان الاجتماعي في ألبرتا بزعامة ويليام أبيرهارت.  لم يفز أي عضو من أعضاء اتحاد كرة القدم بإعادة انتخابه حيث أن حركة أبيرهارت قد حققت انتصارًا حاسمًا لوعودها بإيجاد حلول مبتكرة لمشاكل العالم الغربي الاقتصادية. عند تقييم انتصار الائتمان الاجتماعي، ذكر المؤرخون بالإجماع أن الضائقة الاقتصادية الرهيبة في المقاطعة هي العامل الرئيسي، على الرغم من أن مؤرخ جامعة ألبرتا ديفيد إليوت قد أقر بأن "أبيرهارت وقضيته كانت كما ساعدت "من خلال فضيحة الإغواء.  هذا الرأي أيده إدوارد بيل عالم الاجتماع بجامعة ويسترن أونتاريو. جون بار، في تاريخه مع حزب الائتمان الاجتماعي في ألبرتا، هو أكثر رفضًا، واصفًا أنه "من غير المحتمل" أن الفضيحة كانت عاملاً رئيسياً في هزيمة اتحاد كرة القدم الأميركي.
يقر برود بأن مسألة ما إذا كان براونلي قد أغوى ماكميلان "يتحدى أي إجابة نهائية" لكنه يقول إن الأدلة المقدمة في المحاكمة لا تبرر النتيجة التي توصل إليها، ويتكهن بأنه لو رفعت ماكميلان دعواها في جيل لاحق "ضحكوا خارج المحكمة".  لا يتخذ مؤرخ كلية ليكلاند وكاتب سيرة براونلي، فرانكلين فوستر، موقفًا بشأن ما إذا كان براونلي مذنباً بالإغواء أم لا، ولكنه يلمح إلى أن الحقيقة المحتملة قد تكمن "بين طرفي نقيض" ادعاءات الطرفين: أن براونلي وماكميلان كان لديه علاقة توافقية تم الاستيلاء عليها واستغلالها من قبل خصوم رئيس الوزراء الأكثر انتهازية وانتقامًا. لا يترك مجالًا للشك في أنه يعتبر سلوك نشرة إدمونتون والحزب الليبرالي، وخاصة زعيمه ويليام ر. انتقد مؤرخ جامعة أثاباسكا ألفين فينكل فوستر لكونه ودودًا للغاية تجاه براونلي، قائلاً إنه لا يعتبر الفضيحة بما يكفي من منظور ماكميلان.
مسرحية في مهرجان ادمونتون الدولي لعام 2008، احترام العمل من أجل الإغراء: قضية براونلي، كانت مبنية على الفضيحة، وحصلت على تقييمات متوسطة إلى أعلى من المتوسط.
بعد مغادرته من منصبه، عاد جون براونلي إلى ممارسة القانون. توفي في عام 1961. (فيفيان ماك ميلان) لم تخرج من الضوء بعد وفاة زوجها، أصبحت محاسبة لشركة بناء في كالغاري. بعد علاقة، تزوجت من رئيسها، فرانك هووي، في عام 1955. وفات فيفيان هووي في عام 1980.

## روابط خارجية
- دراما إذاعية مبنية على الفضيحة (ملف صوتي)